# Магнітостратиграфія
Магнітостратиграфія — напрямок сучасної стратиграфії, що, вивчає розчленовування відкладів гірських порід на основі їх прямої або оберненої намагніченості. С.м. основана на палеомагнетизмі — явищі намагнічення гірських порід в період свого формування під дією магнітного поля Землі і властивості зберігати набуту (залишкову) намагніченість у наступні епохи. Так як час від часу мають місце інверсії магнітного поля Землі (періодичності цього явища не виявлено, остання інверсія відбулася бл. 780 тис. років тому), то намагніченість гірських порід — одне з джерел інформації про них в період утворення. Вивчення інверсій магнітного поля дозволяє скласти магнітно-стратиграфічну шкалу геохронології. Хронологія геомагнітних інверсій добре встановлена лише для пізнього кайнозою (пліоцен, антропоген) і деяких ін. відрізків геологічного часу. Моменти інверсій відбиті в геологічних розрізах усієї земної кулі й дозволяють виявляти кореляцію далеко віддалених розрізів. За зміною напрямку намагніченості порід, обумовленою інверсією, розчленовуються товщі осадових або вулканічних порід і уточнюються датування їх віку та послідовність геологічних подій, в т.ч. переміщення континентів.
Методом дослідження магнітостратиграфії є палеомагнітний метод. Пряма задача полягає у вивченні історії головного геомагнітного поля, обернена задача — у дослідженні взаємовідношень гірських порід у просторі і часі. Об'єктом вивчення є магнітозони, предметом — палеомагнітні властивості гірських порід, на основі котрих виділяються магнітостратиграфічні підрозділи та їх межі.